# Wailea-Makena
Wailea-Makena is een plaats (census-designated place) in de Amerikaanse staat Hawaï, en valt bestuurlijk gezien onder Maui County.

## Demografie
Bij de volkstelling in 2000 werd het aantal inwoners vastgesteld op 5671.

## Geografie
Volgens het United States Census Bureau beslaat de plaats een oppervlakte van
69,4 km², waarvan 58,6 km² land en 10,8 km² water.

## Plaatsen in de nabije omgeving
De onderstaande figuur toont nabijgelegen plaatsen in een straal van 24 km rond Wailea-Makena.